# Karl Friedrich Wilhelm Herrosee
Karl Friedrich Wilhelm Herrosee (Berlijn, 31 juli 1754 – Züllichau, 8 januari 1821) was een Duits kerklieddichter.

## Biografie
De zoon van een hugenotenfamilie studeerde van 1775 tot 1777 in Frankfurt (Oder). Even was hij vicaris in Dresden, hulpprediker in Berlijn en hofprediker in Sulechów in 1788. Later werd hij superintendent. Herrosee heeft een lyceum opgericht en daar les gegeven.

## Publicaties
- Danket dem Herrn! Wir danken dem Herrn (EG 333, MG 25)
- "Ich liebe dich" Op muziek gezet voor alt of bariton met pianobegeleiding door Ludwig van Beethoven.